# Bellator 85
Bellator 85 foi um evento de artes marciais mistas organizado pelo Bellator Fighting Championships, ocorrido em 17 de janeiro de 2013 no Bren Events Center em Irvine, Califórnia nos Estados Unidos. O evento será transmitido na Spike TV. O evento marcou a abertura da Oitava Temporada.

## Background
O Bellator 85 realizará uma luta escolhida pelos fãs, onde os fãs logados no site Spike.com poderão votar na luta que querem ver no main event. Os lutadores que participaram da votação seram Paul Daley, Douglas Lima, Ben Saunders e War Machine. Inicialmente uma luta entre Daley e War Machine foi anunciada pelo Bellator, mas foi posteriormente cancelada quando War Machine rasgou seu ACL e quebrou a fíbula.